# این یکی برای توست (ترانه داوید گتا)
«این یکی برای توست» تک‌آهنگی از هنرمند اهل فرانسه داوید گتا است که در ۱۳ مه ۲۰۱۶ منتشر شد و ترانه رسمی یورو ۲۰۱۶ است و در آن داوید گتا به همراه زارا لارسن، خواننده سوئدی، و یک میلیون هوادار از سراسر دنیا (از طریق اپلیکیشن مخصوص) می‌خواند.
این تک‌آهنگ در چارت‌های جزو ده ترانه اول قرار گرفت.